# Flora (Vincenzo Vela)
Flora, indicata anche come Primavera, è una scultura del ticinese Vincenzo Vela (1820-1891) esposta alla Galleria d'Arte Moderna di Milano.

## Storia e descrizione
La statua, come suggerisce la firma alla base "V. VELA 1882", risale al 1882: il bozzetto in gesso della scultura risale tuttavia al 1852, su commissione del ricco commerciante triestino Niccolò Bottacin, che doveva ispirarsi alla Ninfa delle Sorgenti, precedente composizione del Vela. Una prima versione della statua risale al 1858 e fu esposta dapprima a Torino e successivamente a Firenze nell'esposizione nazionale del 1861: la statua riscosse un discreto successo, venendo tra l'altro citata in un sonetto composto per l'occasione da Andrea Maffei. La scultura fu quindi esposta nuovamente nel 1865 a Dublino e nel 1867 a Parigi. Il successo fu tale che lo scultore fece diverse repliche dell'opera: tra le varie commissionate, nel 1878 il mecenate e patriota milanese Filippo Ala Ponzoni richiese una versione in marmo per 7000 franchi, consegnata nel 1882. Donata alla pinacoteca di Brera nel 1889, fu data in deposito alla Galleria d'Arte Moderna nel 1902. La scultura si discosta dal gusto celebrativo di avvenimenti risorgimentali in voga all'epoca, tuttavia, conservando i segni di un naturalismo tipico della coeva scultura lombarda, il soggetto che rappresenta una pacifica giovinetta nell'atto di ornarsi i capelli con dei fiori fu apprezzato dalla critica per il senso di ottimismo dovuti ai fatti del risorgimento trasmesso dalla scelta del soggetto.
Una Flora è parte della collezione del Museo Bottacin di Padova, che conserva opere donate dal committente al comune come lascito testamentario.